# Zoya Anatolyevna Kosmodemyanskaya
Zoya Anatolyevna Kosmodemyanskaya (tiếng Nga: Зо́я Анато́льевна Космодемья́нская) (sinh ngày 13 tháng 9 năm 1923, mất ngày 29 tháng 11 năm 1941) là người phụ nữ đầu tiên được truy tặng danh hiệu cao quý nhất của Hồng quân, Anh hùng Liên bang Xô viết.

## Cuộc đời
Zoya Kosmodemyanskaya sinh ngày 13 tháng 9 năm 1923 tại làng Osino-Gay, thuộc tỉnh Tambov, Liên Xô.
Kosmodemyanskaya gia nhập Đoàn Thanh niên Cộng sản Liên Xô (Komsomol) năm 1938. Tháng 10 năm 1941, quân Đức bắt đầu tiến sát thủ đô Moskva, Zoya khi đó vẫn còn là một học sinh trung học đã tình nguyện gia nhập lực lượng du kích Liên Xô chống Đức Quốc xã. Tại làng Obukhovo gần Naro-Fominsk, Kosmodemyanskaya và một số du kích khác đã vượt tiền tuyến của Hồng quân và thâm nhập vào khu vực đang do quân Đức chiếm đóng. Cô bị bắt sống sau một cuộc đụng độ với quân đội Đức Quốc xã gần làng Petrishchevo (ngoại vi của Moskva) ngày 27 tháng 11 năm 1941.
Sau khi hồ sơ vụ án số 16440 liên quan tới vụ Zoya và đồng đội bị lộ được giải mật năm 2002, ba du kích Liên Xô Zoya Kosmodemyanskaya, Vasily Klubkov và đội trưởng của họ, Boris Krainov nhận nhiệm vụ phá hoại khu vực do quân Đức chiếm đóng. Họ được lệnh phóng hỏa các ngôi nhà trong làng Petrishchevo nơi đóng quân của lực lượng Đức Quốc xã. Theo kế hoạch, Krainov đảm nhận phần trung tâm của làng, Kosmodemyanskaya phần phía Nam còn Klubkov phần phía Bắc. Người hoàn thành nhiệm vụ đầu tiên và trở lại căn cứ trước là Krainov, Zoya cũng đã làm xong phần việc của cô, những ngọn lửa ở phía Nam ngôi làng có thể quan sát rõ từ căn cứ. Tuy nhiên Klubkov đã không thực hiện được nhiệm vụ của mình, anh ta bị quân Đức bắt, bị tra tấn và dọa giết nên phải khai ra Kosmodemyanskaya và Krainov. Điều này đã dẫn tới việc bắt giữ Zoya.
Zoya Kosmodemyanskaya bị quân Đức tra tấn và làm nhục. Thậm chí cô còn bị những người Đức lột trần ra giữa trời Đông tháng 11 ở Moskva và đánh bằng roi cao su. Nhưng Zoya không hề khai tên những người đồng đội cũng như tên thật của chính bản thân cô (Zoya nói với lính Đức hỏi cung rằng cô tên là Tanya). Zoya đã nói: "Hãy giết tao đi, tao sẽ không khai bất kỳ điều gì" (tiếng Nga: "Убейте меня, я вам ничего не скажу"). Kosmodemyanskaya bị treo cổ ngày 29 tháng 11 năm 1941. Trước khi bị hành quyết cô đã nói:
"Chúng mày có thể treo cổ tao giờ đây, nhưng tao sẽ không đơn độc. Hai trăm triệu người trên đất nước của chúng tao, chúng mày sẽ không thể treo cổ hết lên được, họ sẽ thay tao trả thù chúng mày. Hỡi những tên lính kia! Không bao lâu nữa chúng mày sẽ phải đầu hàng. Dù sao đi nữa thì chiến thắng sẽ thuộc về chúng tao!" - tiếng Nga: "Вы меня сейчас повесите, но я не одна. Нас двести миллионов, всех не перевешаете. Вам отомстят за меня. Солдаты! Пока не поздно, сдавайтесь в плен: все равно победа будет за нами!"

## Vinh danh
Zoya Kosmodemyanskaya sau chiến tranh được chôn cất tại Nghĩa trang Novodevichy nổi tiếng tại Moskva.
Kosmodemyanskaya đã trở thành nữ Anh hùng Liên bang Xô viết đầu tiên, cô được truy tặng danh hiệu này ngày 16 tháng 2 năm 1942.
Nhiều đường phố, nông trường và đội hướng đạo ở Liên Xô đã lấy tên Zoya Kosmodemyanskaya. Nhiều nhà thơ, nhà văn và, họa sĩ và nhà điêu khắc đã sáng tác những tác phẩm về Zoya. Một đài tưởng niệm Zoya Kosmodemyanskaya đã được dựng lên không xa làng Petrischevo, một bức tượng khác về Zoya được đặt tại ga tàu điện ngầm Partizanskaya tại Moskva. Tên của Zoya còn được đặt cho hai tiểu hành tinh là 1793 Zoya và 2072 Kosmodemyanskaya.
Em trai của Zoya Kosmodemyanskaya, Alexander (sinh năm 1925), thượng úy Hồng quân, cũng đã hy sinh trong chiến đấu trên nước Đức ngày 13 tháng 4 năm 1945 và cũng được truy tặng danh hiệu Anh hùng Liên Xô năm 1945.

## Bị vu khống
Trong thập niên 1980, 1990, vào thời "cải tổ" ở Liên Xô, khi phong trào "xét lại lịch sử" lên cao, một nhà văn tên là A. Zhovtis đã đăng một bài báo trên tờ "Luận chứng và sự kiện" - số 38/1991 nhằm "đính chính lại một số tình tiết trong vụ việc Zoya". Trong số 45 cũng tờ "Luận chứng sự kiện", có đăng phản hồi của bác sĩ trưởng Trung tâm y học tâm thần trẻ em A. Melnikov cùng với 2 cộng sự là S. Yureva và N. Kasmelson. Mấy bác sĩ này tuyên bố rằng trước chiến tranh, Zoya đã nhiều lần nằm điều trị ở bệnh viện Kashenko với chẩn đoán bị tâm thần phân liệt. Ngay lập tức, nhiều người coi đó là bằng chứng cho thấy Zoya bị bệnh lý tâm thần chứ không phải nữ anh hùng. Đến tháng 12/2016, một "bác sĩ tâm lý" tên là Andrey Bilzho cũng đưa lên báo những luận cứ tương tự.
Trước sự xuyên tạc và phỉ báng nhân vật lịch sử, các chuyên gia sử học đã đưa ra các bằng chứng bác bỏ những lời vu khống trên. Zoya đúng là có một thời gian nằm viện, nhưng không phải ở bệnh viện tâm thần Kashenko, mà là bệnh viện mang tên Botkin, nơi không hề có khoa tâm thần. Sau khi rời khỏi bệnh viện Botkin, Zoya tiếp tục phục hồi ở nhà nghỉ dưỡng "Sokolniki" (từ 24/1-4/3/1941). Nhà sử học Aleksandr Dyukov cho biết thêm: giấy xuất viện cho biết Zoya có thể quay lại trường học. Andrey Bilzho cũng không thể tiếp xúc được với các tài liệu lưu trữ về bệnh nhân Zoya Kosmodemyanskaya như ông này tự nhận, bởi thời gian lưu trữ bệnh án chỉ có 25 năm.
Trong bài báo vạch ra sự vu khống nữ anh hùng Zoya, tác giả đã bình luận:
"Nếu đối với một người còn sống, thì hành động (xuyên tạc) đó có thể gọi là rất đê tiện. Còn đối với một cô gái trẻ 75 năm trước đã chịu một cái chết đớn đau bởi bàn tay của quân phát xít, thì hành động đó đã được nhiều sử gia và nhà nghiên cứu gọi là sự hèn hạ"